# Phanophorus perspicax
Phanophorus perspicax là một loài bọ cánh cứng trong họ Elateridae. Loài này được Guerin miêu tả khoa học năm 1830.